# Lophius gastrophysus
Lophius gastrophysus е вид лъчеперка от семейство Морски дяволи (Lophiidae). Видът не е застрашен от изчезване.

## Разпространение и местообитание
Разпространен е в Аржентина, Аруба, Белиз, Бразилия, Венецуела, Гватемала, Гвиана, Колумбия, Коста Рика, Куба, Мексико, Никарагуа, Панама, Пуерто Рико, САЩ (Северна Каролина), Суринам, Тринидад и Тобаго, Френска Гвиана и Хондурас.
Обитава крайбрежията на морета и заливи. Среща се на дълбочина от 40 до 688 m, при температура на водата от 6,3 до 23,7 °C и соленост 33,7 – 36,4 ‰.

## Описание
На дължина достигат до 60 cm.
Популацията на вида е намаляваща.